# Heilig-Geist-Kirche (Georgsmarienhütte-Oesede)

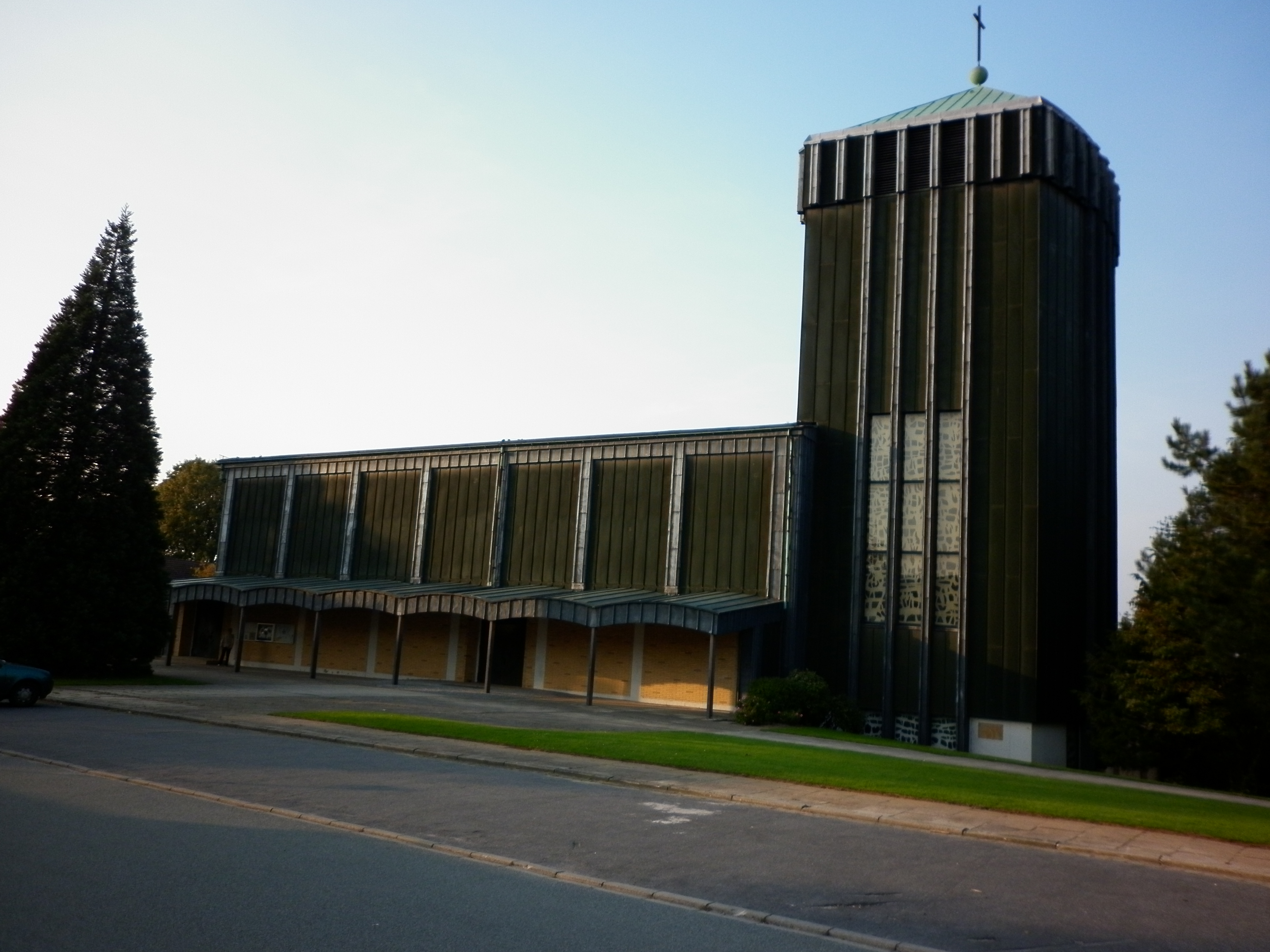
Heilig-Geist-Kirche in Oesede

Die römisch-katholische Heilig-Geist-Kirche in Georgsmarienhütte-Oesede wurde von 1961 bis 1964 errichtet.

## Lage
Die Kirche steht im Südwesten von Oesede. Zur Heilig-Geist-Gemeinde gehören etwa 2200 Katholiken. Die Gemeinde, die zum Bistum Osnabrück gehört, bildet eine Pfarreiengemeinschaft mit St. Peter und Paul (Oesede), St. Maria Frieden (Georgsmarienhütte-Harderberg) und St. Johann/St. Marien (Kloster Oesede). Die Heilig-Geist-Kirche ist die höchstgelegene Kirche in der Pfarreiengemeinschaft. Ihre Kreuzspitze hat eine Höhe von 176,313 m über NHN, die Kirche Maria Frieden folgt mit 161,536 m.

## Geschichte
Am 22. Juli 1964 erfolgte nach dreijähriger Bauzeit unter der Leitung des Osnabrücker Architekten Josef Feldwisch-Dentrup die Weihe des Gotteshauses durch Weihbischof Johannes von Rudloff. Der Baukörper der Kirche läuft konisch zusammen zum Altarraum. Im Sinne der Absichten des Zweiten Vatikanischen Konzils, dem Dialog der Kirche mit der Welt, ist die Nordseite des Kirchenraumes verglast; durch die Glaswand können die Gottesdienstbesucher auf Oesede blicken. Hier wird das Miteinander mit der Welt und anderen Gemeinden sehr deutlich. Das Betonglasfenster an der Südseite des Altarraums zeigt die Herabkunft des Heiligen Geistes in Gestalt von Feuerzungen. Das Altarkreuz wurde ungefähr Anfang des 18. Jahrhunderts geschaffen und stand etwa bis 1920 als Wegkreuz auf dem Thie in Oesede. Im Turm der Kirche hängen fünf Glocken. Die drei Portale der Kirche sind mit Bildern und Darstellungen versehen. Das Hauptportal zeigt den Schöpfergeist schwebend über den einzelnen Werken der Schöpfung.

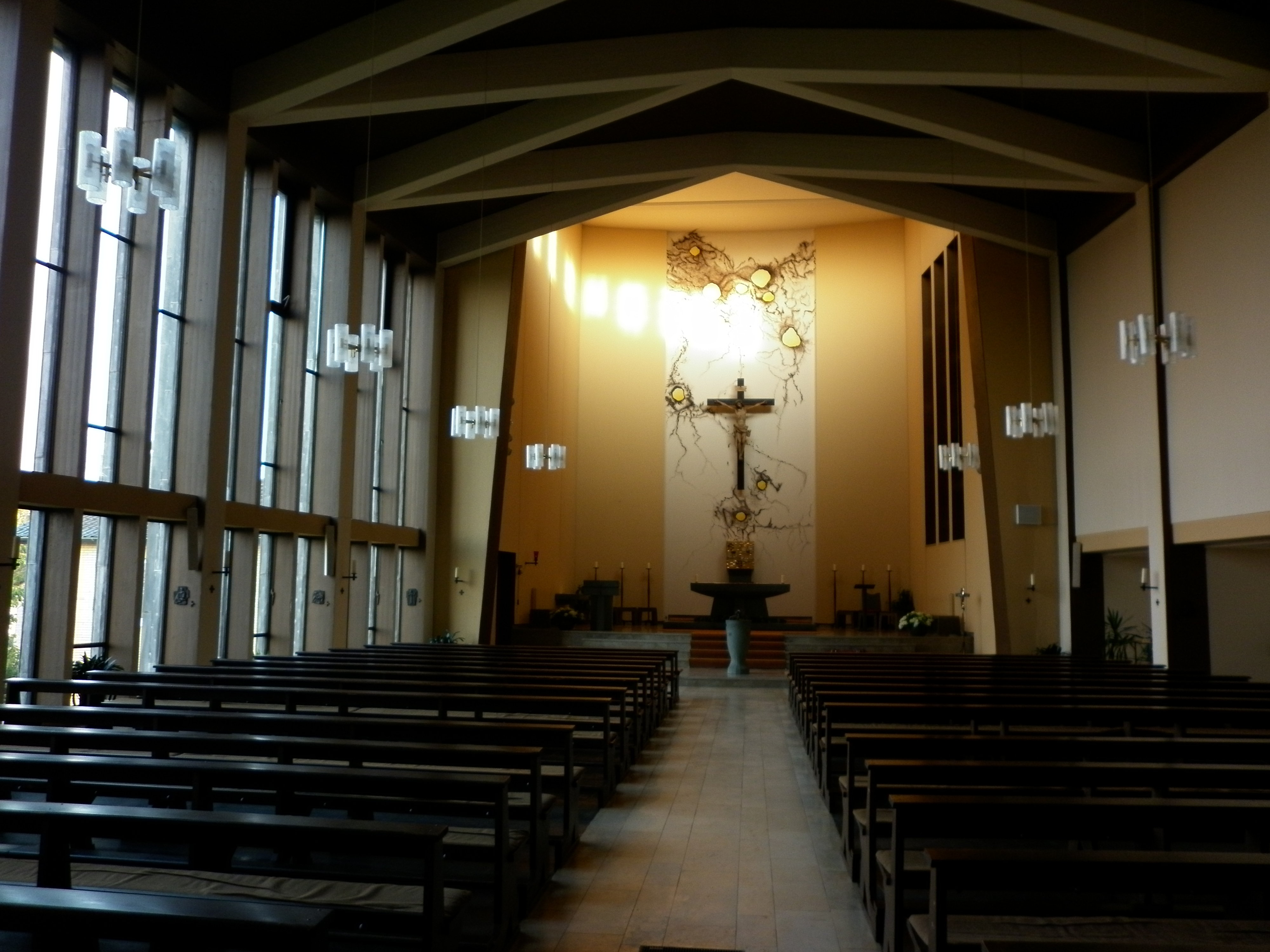
Blick auf den Altar (2011, vor Umbau zur Kolumbariumskirche 2016)

Unter dem Altarraum befindet sich eine Krypta. Sie wurde am 22. Juli 1964 durch Abt Albert Ohlmeyer OSB von der Abtei Neuburg geweiht. In ihr wird zweimal die Woche Gottesdienst gefeiert. Sie ist den Märtyrern und Bekennern des 20. Jahrhunderts gewidmet. Auf der Treppe zur Krypta fällt durch die mit Zacken besetzten, vom Ohrbecker Künstler Rudolf Krüger geschaffenen, Betonglasfenster ein rötlicher Schein. Er versinnbildlicht Blut und Stacheldraht der Gefängnisse und Konzentrationslager der NS-Zeit. Zentrum der Krypta ist der Opferaltar aus grün-grauen Anröchter Stein. Nach Vorgaben von Suitbert Beckmann (1904–1974), dem Pfarrer der Muttergemeinde St. Peter und Paul, fertigte der Künstler Manfred Espeter aus Münster für die Wände der Krypta Fresken, die Szenen aus dem Leiden Christi in das Grauen der NS-Zeit (Volksgerichtshof, KZ und Massenvernichtung, Arbeitslager, Folter und Hinrichtung) hineinstellen. Die Freske Zum Tode verurteilt stellt die vier Lübecker Märtyrer dar. Die Krypta soll eine Mahnung gegen das Vergessen und zu Wachsamkeit in Gegenwart und Zukunft sein.
In den Jahren 1984/1985 wurde das gelb verklinkerte Kirchengebäude fast vollständig mit einer Außenschale aus Kupfer und Blei versehen, da es Durchfeuchtungsschäden gab.
Aufgrund des rückläufigen Kirchenbesuches wurde das Kirchengebäude 2016 zur Kolumbariumskirche umgebaut und am 17. Dezember vom Osnabrücker Bischof Franz-Josef Bode geweiht. Im Rahmen einer Modernisierung wurde der Kirchenraum verkleinert und durch eine Glaswand vom Kolumbarium abgetrennt. Das Kolumbarium befindet sich über der Krypta im Turmbereich, dem ehemaligen Altarraum.

## Gemeindeleben
Gottesdienste finden in der Regel sonntags um 09.30 Uhr und mittwochs um 18.30 Uhr statt.
Als leitende Pfarrer waren und sind in der Kirchengemeinde tätig:
- 1964–1993 Dieter Woldering
- 1993–2000 Theo Schulte Südhoff
- 2000–2006 Hermann Joseph Leigers
- 2006 Michael Lier
- 2006–2022 Reinhard Walterbach
- Seit 2022 Bernhard Lintker

Gemeindereferentin ist seit 1997 Andrea Bensmann.
Der Priester Wolfgang Seegrün lebte und wirkte seit 1970 in der Pfarrei.